# Megadyptes waitaha
Megadyptes waitaha je vyhynulý druh novozélandského tučňáka, jenž žil na pobřeží Jižního ostrova a byl objeven v listopadu 2008. Některými autoritami je považovaný za poddruh tučňáka žlutookého s trinomickým jménem Megadyptes antipodes waitaha.
Tento nový druh byl objeven vědci z University of Otago a University of Adelaide při srovnávání kostí nohou více než 500 let starých, 100 let starých a současných druhů tučňáků. Zpočátku se domnívali, že všechny patří tučňákovi žlutookému (Megadyptes antipodes), což je druh, který se stal ohroženým v důsledku lidského osídlení. Nicméně, více než 500 let staré kosti měly rozdílné DNA a byly asi o 10 % menší než kosti tučňáka žlutookého. Oba druhy jsou si velmi podobné.
Vzhledem k tomu, že u místních Maorů se o tomto konkrétním druhu nic netradovalo, odhaduje se, že vymřel mezi lety 1250–1500 n. l., krátce po polynéském osídlení Nového Zélandu. Prvními osadníky v oblasti jeho předpokládaného výskytu byli Maorové z kmene Waitaha, podle nichž byl tento druh pojmenován. Příčiny vyhynutí nejsou zcela zřejmé, ale má se za to, že na tom měl přinejmenším podíl lov ze strany Maorů, neboť kosti těchto ptáků se nacházejí v archeologických lokalitách maorského osídlení. Tučňáci byli snadný cíl, nemohou jednoduše uletět a na souši jsou pomalí a neobratní. Do uvolněné niky postupně pronikl tučňák žlutooký, který přežil buď proto, že se lidé v důsledku nedostatku potravy přesunuli více na sever, nebo z důvodu postupného zlepšení přístupu Maorů k životnímu prostředí.